# Всеволодкино
Всеволодкино — деревня  в  Смоленской области России,  в Вяземском районе. Население —  8 жителей (2007 год) . Расположена в восточной части области  в 13 км к северо-западу от районного центра, у автодороги  Вязьма — Холм-Жирковский. Входит в состав Масловского сельского поселения.

## История
В октябре 1941 года в районе деревни шли ожесточённые бои (см. Московская битва). Здесь войска 24-й армии Резервного фронта пытались вырваться из окружения (так называемого «Вяземского котла»).